# Willi Willwohl
Willi Willwohl (Cottbus, 31 d'agost de 1994) és un ciclista alemany professional des del 2013 fins al 2016.

## Palmarès
- 2013
  - Vencedor de 3 etapes al Tour de Berlín
  - Vencedor d'una etapa a la Dookoła Mazowsza
- 2014
  - Vencedor d'una etapa a la Carpathia Couriers Path
- 2015
  - Vencedor d'una etapa al Tour de Loir i Cher
  - Vencedor d'una etapa a la Dookoła Mazowsza